# چین گلویی

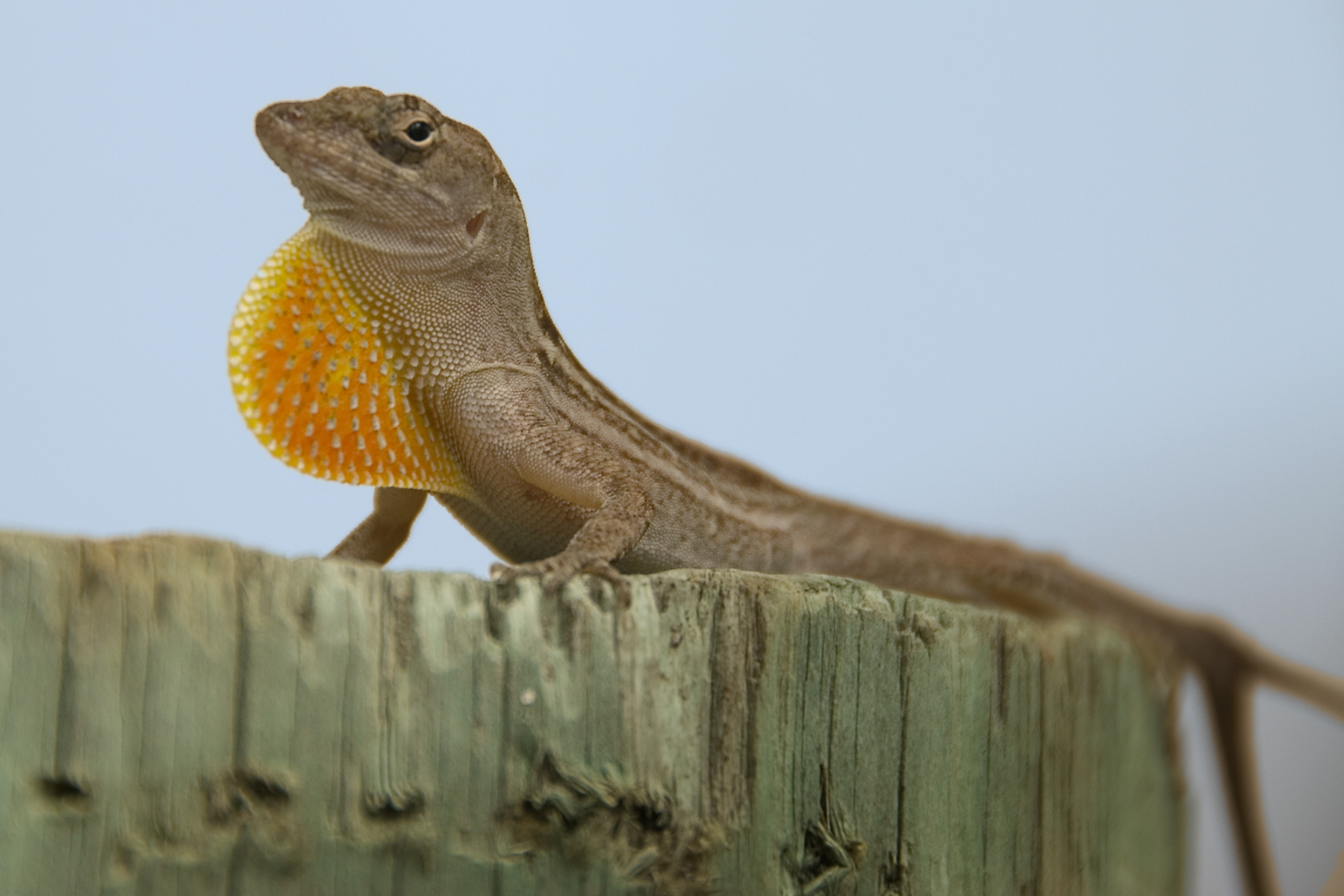
آنول‌های نر دارای چین‌های گلویی جمع‌شونده، یک ویژگی جنسی ثانویه هستند که برای منصرف کردن رقیبان نیز به کار می‌رود.

چین گلویی (به انگلیسی: Gular fold) از ویژگی‌های بدن مارمولک‌ها و بسیاری از خزندگان دیگر است. این یک چین دانه‌ای است که در بخش شکمی گلو یافت می‌شود و بلافاصله در جلوی پاهای جلویی قرار دارد. 